# Йохан Хайнрих Тишбайн Стари
Йохан Хайнрих Тишбайн Стари (на немски: Johann Heinrich Tischbein der Ältere); * 3 октомври 1722 в Хайна; † 22 август 1789 в Касел; наричан der Kasseler) е един от най-признатите художници и големи портретисти на 18 век.
Произлиза от известната фамилия Тишбайн, обхващаща няколко поколения художници. Той е съосновател и учител по рисуване на Академията по изкуство в Касел. Дворцов художник е в Касел и рисува най-вече портрети, а също и митологични сцени, исторически картини и пейзажи. Има повече от 300 картини.
Тишбайн е син на хлебаря Йохан Хайнрих Тишбайн и на Сузана Маргарета Хинзинг. През 1753 г. е номиниран за дворцов художник на ландграф Вилхелм VIII фон Хесен-Касел. През 1762 г. става професор на новооткритата академия Collegium Carolinum в Касел, основана през 1709 г. от ландграф Карл фон Хесен-Касел (1654 – 1730).
На 31 октомври 1756 г. Тишбайн се жени за София Роберт. След смъртта ѝ през 1759 г., той се жени повторно през 1763 г. – за нейната най-малка сестра Анна Мария Пернета Роберт. Също като своя племенник Йохан Фридрих Август, Йохан Хайнрих Тишбайн е член на Масонската ложа Zum gekrönten Löwen в Касел.
За най-известната му картина, Артемизия (72 x 95 cm) от 1775 г., модел е 18-годишната графиня Августа цу Ройс-Еберсдорф (1757 – 1831), чрез женитба за Франц херцогиня на Саксония-Кобург-Заалфелд. (Артемизия († 351/350 пр.н.е.) е дъщеря на Хекатомн, владетел на Кария и съпруга на брат си Мавзол.)

## Галерия
- Йохан Хайнрих Тишбайн Стари, автопортрет, ок. 1770
- Тишбайн с дъщерите си; от ляво: Вилхелмина Фридерика и Вилхелмина Каролина Амалия. На стената: портрети на починалите му съпруги Мария София (ляво) и Юлия Мариана Пернета (дясно).
- Артемизия, 1775.
- Отвличането на Европа